# Rebecca (1940.)
Rebecca je film Alfreda Hitchcocka iz 1940. To je bio njegov prvi film iz "američkog projekta". Robert E. Sherwood i Joan Harrison adaptirali su istoimeni roman Daphne Du Maurier (1938.) pod produkcijom Davida Selznicka.

## Radnja
U filmu su glavni likovi Maxim de Winter, njegova druga supruga i gospođa Danvers, sluškinja pokojne supruge. Radi se o sjećanjima koja kontroliraju de Wintera, njegovu sadašnju suprugu i gđu. Danvers. 
Radnja je većinski neizmijenjena u usporedbi s romanom. Hitchcock je također prešao preko holivudskog koda lezbijanizma (sluškinja je opsjednuta Rebeccom nakon njene smrti.)

## Glumci
| Glumac           | Uloga                                         |
| ---------------- | --------------------------------------------- |
| Laurence Olivier | George Fortescu Maximillian 'Maxim' de Winter |
| Joan Fontaine    | Druga Gđa. de Winter                          |
| George Sanders   | Jack Favell                                   |
| Judith Anderson  | Gđa. Danvers                                  |
| Nigel Bruce      | Major Giles Lacy                              |
| Reginald Denny   | Frank Crawley                                 |
| C. Aubrey Smith  | Colonel Julyan                                |
| Gladys Cooper    | Beatrice Lacy                                 |
| Florence Bates   | Gđa. Edythe Van Hopper                        |
| Melville Cooper  | Coroner                                       |
| Leo G. Carroll   | Dr. Baker                                     |

## Nagrade

### Osvojeni Oscari
- Oscar za najbolji film 1940.
- Oscar za najbolju fotografiju 1940.

### Neosvojeni Oscari
- Oscar za najboljeg glavnog glumca
- Oscar za najbolju glavnu glumicu
- Oscar za najbolju sporednu glumicu
- Oscar za najboljeg redatelja
- Oscar za najbolji adaptirani scenarij
- Oscar za najbolje vizualne efekte
- Oscar za najbolju montažu
- Oscar za najbolju originalnu glazbu
- Oscar za najbolju scenografiju